# Geissorhiza aspera
Geissorhiza aspera  es una especie de planta fanerógama perteneciente a la familia de las iridáceas que se encuentra en la provincia del Cabo Occidental, Sudáfrica.

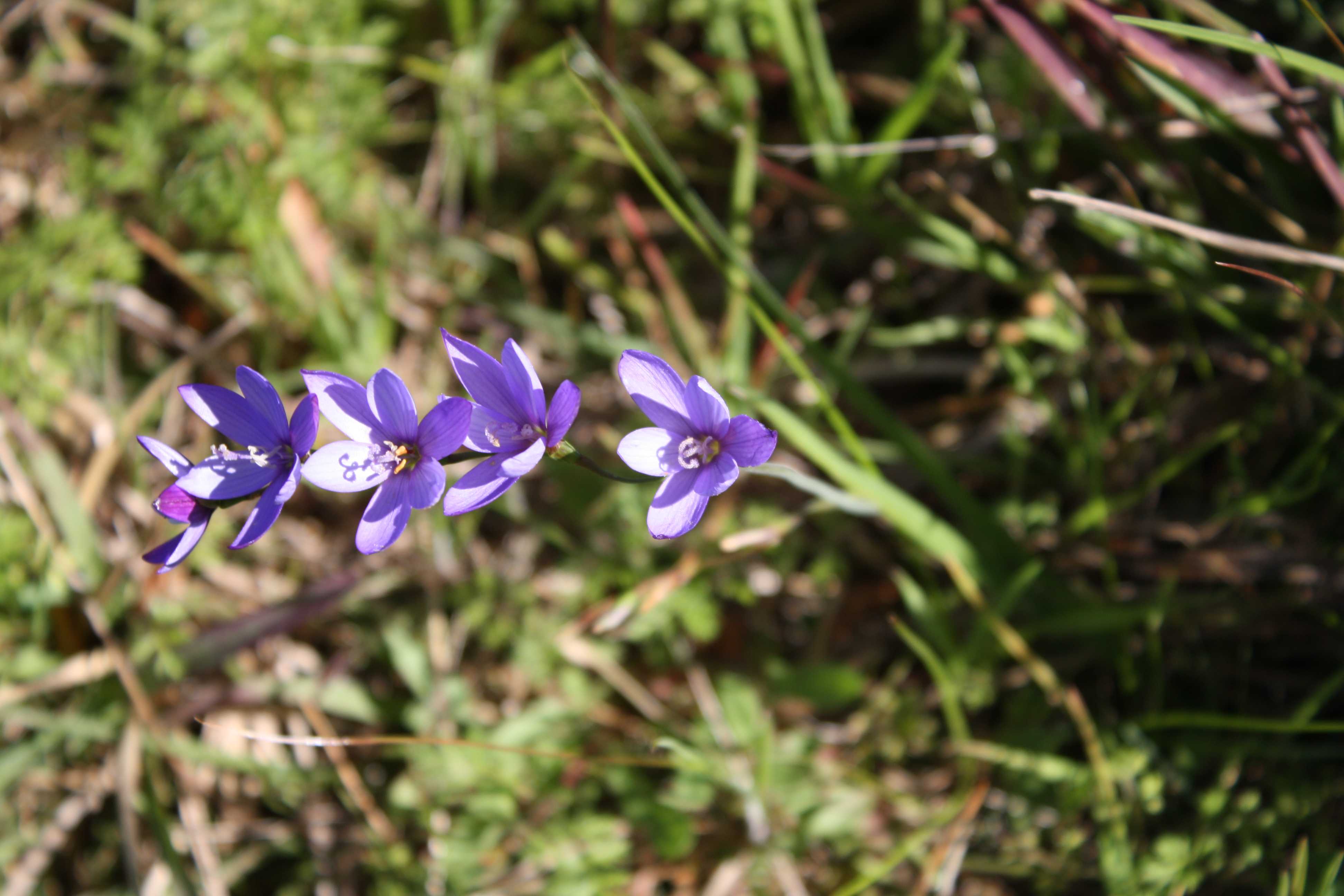
Vista de la planta

## Descripción
Geissorhiza aspera, es una planta herbácea perennifolia, geofita que alcanza un tamaño de 0.15 - 0.3 m de altura a una altitud de 15 - 1050 metros en Sudáfrica.

## Hábitat
Se encuentra en suelos de arena, pisos y pendientes. Tiene flores de color a violetas que aparecen en primavera.

## Taxonomía
Geissorhiza aspera fue descrita por Peter Goldblatt y publicado en Journal of South African Botany 36: 303. 1970.
Etimología
Geissorhiza: nombre genérico que deriva de las palabras griegas: geisso, que significa "mosaico", y rhizon, que significa "raíz".
aspera, epíteto latíno que significa "áspera, rugosa"
Sinonimia
- Geissorhiza secunda Ker Gawl.
- Gladiolus junceus Burm.f.
- Ixia secunda P.J.Bergius[7][8]